# Initiative Regenbogen „Glücklose Schwangerschaft“
Die Initiative Regenbogen „Glücklose Schwangerschaft“ e.V. ist eine überregional tätige, gemeinnützige Selbsthilfegruppe. Sie hat sich die Unterstützung verwaister Eltern zur Aufgabe gemacht, die ein Kind durch Totgeburt, Frühgeburt, Fehlgeburt oder kurz nach der Geburt verloren haben.

## Geschichte
1983 wurde der Kontaktkreis Regenbogen durch zwei betroffene Mütter – Barbara Künzer-Riebel und Regine Schreier – ins Leben gerufen. Im Jahr darauf wurde der erste Regenbogen-Gesprächskreis in Deutschland gegründet. 1987 erfolgte, nach einer Zusammenarbeit bei der Herausgabe einer Literaturliste, der offizielle Zusammenschluss mit der Selbsthilfegruppe Glücklose Schwangerschaft aus Frankfurt am Main. Von da ab führt die Selbsthilfegruppe den Namen Initiative REGENBOGEN „Glücklose Schwangerschaft“. 1990 wurde die Initiative als gemeinnütziger Verein anerkannt und eingetragen. Im Jahr 1994 gründete der Verein eine Schwesterorganisation in Österreich. 1998 erhielt der Verein das Spendensiegel des „Registers Deutscher Spendenorganisation“ (rds). Heute verfügt er über überregionale und regionale Ansprechpartner, kooperierende Selbsthilfegruppen sowie engagierte andere Menschen im In- und Ausland. Ebenso weisen zahlreiche einschlägige Publikationen auf die Arbeit des Vereins hin.
Die Initiative ist seit 1985 Mitglied der Compassionate Friends.

## Ziele
Die Elterninitiative will ein Tabu in Deutschland brechen: Über den Tod so kleiner Kinder spricht man nicht, Trauer um deren Verlust hat keinen Platz in der Gesellschaft, und der Verbleib der so früh verstorbenen Babys war bis weit in die neunziger Jahre hinein ein tief gehütetes Geheimnis. Betroffene können mit oder ohne Mitgliedschaft Unterstützung in den schweren Momenten während und nach dem Tod seines Kindes holen. Das Gleiche gilt für nahe Angehörige, einschlägige Berufsgruppen und andere interessierte Menschen. Die Initiative baute von Anfang an auf den sogenannten Schneeballeffekt: Je mehr Menschen vom Sinn ihres Engagements überzeugt sind, umso schneller ließe sich eine Verbesserung der Situation vor allem in den Kliniken erreichen.

## Materialien
Die Initiative gab 1985 die Elternbroschüre Regenbogen, Broschüre für verwaiste Eltern, die ihr Kind durch Fehl- oder Totgeburt oder kurz nach der Entbindung verloren haben* heraus. Die erste Auflage umfasste 100 Hefte, im Jahr 2010 sind es fast 100.000 Exemplare. Erste Einladungen zu Fortbildungen bei Hebammentagungen in Bad Boll, Würzburg u. a. trafen ein.
Einen ersten Wunschzettel für den Bereich „Gynäkologie/Kreißsaal“ erarbeitete die Initiative 1986, der u. a. die dringende Bitte enthielt, betroffenen Eltern ihr Kind nicht mehr vorzuenthalten. Mütter und Väter sollten ihr Kind sehen und halten dürfen und ein Foto von ihm bekommen. Diese Forderung löste großes Unverständnis in den Kliniken aus.
Die Gründerin Barbara Künzer-Riebel gab 1987 mit Gottfried Lutz unter Zuhilfenahme eigener und von der Initiative gemachten Erfahrungen das erste Buch zu diesem Thema in deutscher Sprache heraus: Nur ein Hauch von Leben. Zielgruppe sind Betroffene in ihrem Erleben und ihrer Trauer sowie Hebammen, Ärzte, Krankenschwestern, Seelsorger. Beabsichtigt ist ein Anerkennen der Trauer betroffener Eltern und Umdenken in Kreißsaal, Wochenstation und Öffentlichkeit. Arbeitshilfen für Klinikpersonal (Kreißsaalordner, Moseskörbchen, Elternmappen) und für Seelsorger zur Beerdigung fehl- oder totgeborener Kinder wurden vom Team „Öffentlichkeitsarbeit“ der Initiative REGENBOGEN erstellt und gezielt in Kliniken verteilt. Drei umfangreiche Broschüren mit Erfahrungsberichten folgten.
Auf Anregung des Ministeriums für Soziales in Baden-Württemberg wurde 1988 eine Bescheinigung für Geburtskliniken entworfen, um Eltern/Müttern von fehlgeborenen Kindern unter 500 g eine Bestattung ihres Kindes zu ermöglichen. Eltern können damit versuchen, auf dem örtlichen Friedhof ihr Kind beisetzen zu lassen. Für Eltern fehl- und totgeborener Kinder folgten Informationsblätter zur Bestattung ihres Babys. In wenigen Bundesländern können Kinder unter 1000 g beigesetzt werden, in den meisten Bestattungsgesetzen der Länder ist jedoch ein Kind erst ab 1000 g bestattungspflichtig, in anderen ist gar nichts geregelt. Diese Blätter sollen zusammen mit Formularen für Pathologie und Friedhofsamt den Eltern in der Klinik ausgehändigt werden. Häufig erfahren die Eltern jedoch nicht von den Bestattungsmöglichkeiten.
Das erste vereinseigene Bilderbuch „Der geborgte Stern“ erschien 2003.

## Projekte
Im Jahr 1989 wurde eine umfangreiche Fragebogenaktion initiiert, in denen betroffene Eltern/Mütter nach ihren Wünschen gefragt wurden, um eine repräsentative Erhebung für die Argumentation der Forderungen zu haben.
In der Folge wurden bis 1992 alle westdeutschen Bischöfe mit der Bitte um Unterstützung der 1988 gestellten Petition zum Personenstandsgesetz und Unterstützung der Änderung aller Länderbestattungen angeschrieben. Die Reaktionen reichten von keinem Verständnis bis dahin, die Deutsche Bischofskonferenz wolle sich für die Sache verwenden.
Weiterhin verteilte der Verein kostenlose „Moseskörbchen“ (Bast- bzw. Weidenkörbchen, in denen die Kleinsten der Kleinen gebettet werden) an die Kreißsäle vieler bundesdeutscher Kliniken, um evtl. vorhandene Hemmungen beim Zeigen der fehl- und kleineren totgeborenen Babys abzubauen.
Die Aktion „Kreißsaalordner“ wurde 1995 initiiert: Kostenlos wurden fast zweihundert Ordner an Kliniken/Kreißsäle verteilt, die mit Materialien und Informationen der Initiative REGENBOGEN „Glücklose Schwangerschaft“ e.V. gefüllt sind. Möglich wurde diese Aktion durch eine Spende der Diözese Rottenburg-Stuttgart. Elternmappen werden entworfen und verteilt, die als Aufbewahrungsschatulle für persönliche Dinge des toten Babys genutzt werden. In einer „Klinikaktion“, wurden bundesdeutsche Kliniken befragt, welchen Umgang sie mit fehl- bzw. totgeborenen Kindern in ihrem Hause pflegen. Die Antworten führten zu einer sogenannten INFO-Mappe für Kliniken. In ihr werden die Möglichkeiten der Bestattung von Kindern, deren Gewicht unterhalb der im jeweiligen Bundesland geltenden Bestattungsgrenze liegt, aufgeführt. Ebenfalls enthalten sind darin die Hinweise der zuständigen Behörden der Bundesländer, die trotz mangelnder Bestimmungen im Landes-Bestattungsgesetz eine Bestattung unter der jeweils gültigen Gewichtsgrenze für möglich halten. Aus dieser Aktion resultierte die Aktion „Gräberfeld“ (1999), bei der die Schaffung von (anonymen) Grabfeldern für fehl- und totgeborene Kinder initiiert werden soll.
Als neues Projekt erfolgte 2000 die erste Mitfinanzierung eines Grabsteins für das neue Kindergrabfeld in Berlin, das unter der Federführung von Jutta Bartholomé entstanden ist. Weiterhin verlieh die Initiative eine Auszeichnung an das „Ökumenisches Projekt Kindergrabmal“ Hanau für die Gestaltung eines vorbildlichen Grabfeldes.

## Petitionen
Die Gründer der Initiative, Hermann und Barbara Riebel, verfassten 1988 eine Petition an den Deutschen Bundestag mit der Bitte um Änderung der deutschen Personenstandsverordnung. Inhalt war die Abschaffung der 1000-g-Grenze für die Definition fehlgeborener Babys sowie die Möglichkeit der gesetzlichen Namensgebung für totgeborene Babys, damit verbunden der Eintrag in das Familienbuch. Diese Petition wurde zunächst abgelehnt, es wurde Einspruch eingelegt.
Zeitgleich verfassten sie eine Petition an den Landtag Baden-Württemberg mit der Bitte um eine generelle Bestattungsmöglichkeit für totgeborene Babys unter 500 g, diese wurden 1988 und 1994 ebenfalls abgelehnt.
Weitere Petitionen an die Landtage anderer Bundesländer (außer in Bayern, Rheinland-Pfalz, Sachsen, Bremen, da bereits ausreichend geregelt) folgten. Teilweise wurden die Landesgesetze geändert, andere Länder beraten heute noch ohne Ergebnis.
Ein Teilerfolg der 1988 eingereichten Petition ermöglichte zum 1. April 1994 die Änderung im Personenstandsgesetz bezüglich der Definition „Totgeborener“. Ab sofort wurden alle Kinder ab 500 g personenstandsrechtlich erfasst, eine Nachtragsfrist ließ auch zuvor betroffenen Eltern die Wahl, ihre Kinder im Familienbuch einzutragen. Mit diesem Ergebnis waren auch endlich grundlegende Änderungen in den Bestattungsgesetzen der Länder möglich (z. B. Rheinland-Pfalz, Bayern und Sachsen).
1995 wurde erneut an den Bundestag petiert mit der Bitte um Änderung der Personenstandsverordnung. Inhalt war noch einmal die künftige gesetzliche Namensgebung für totgeborene Babys, der bislang anonyme Eintrag soll künftig zugunsten eines Namenseintrag in das Familienbuch weichen. Diese wurde am 6. Februar 1998 zu Gunsten der Betroffenen entschieden und trat zum 1. Juli 1998 in Kraft. Eine Nachtragsfrist ließ auch zuvor betroffenen Eltern die Wahl, ihre Kinder im Familienbuch einzutragen.
Weitere Petitionen an zahlreiche Bundesländer mit unzureichenden Bestattungsgesetzen folgten, zum Teil erfolgreich. Ablehnungen wurden damit begründet, fehl- und totgeborene Kinder könnten bereits problemlos bzw. auf Antrag beerdigt werden. Dies entsprach jedoch nicht dem Alltag deutscher Friedhofssatzungen.
Die Petition an den Bundestag von 1999 mit der Bitte um ein generelles Recht auf Mutterschutz nach einer Entbindung bzw. nach der Beendigung einer Schwangerschaft aus medizinischer Indikation wurde am 8. Juni 2000 abgelehnt.

## Sonstiges
Viele Gruppen für früh verwaiste Eltern tragen inzwischen den Namen des Buches und sind zumeist der Initiative angeschlossen. Ebenso werden häufig Gräberfelder in der gesamten Bundesrepublik danach benannt.
Während der Entstehung ihres Buches Gute Hoffnung – jähes Ende, Kösel-Verlag, gab es eine gute und informative Zusammenarbeit mit Hannah Lothrop.
Bis heute wurden fast 1000 Gräberfelder und Gedenkstätten in Deutschland mit jährlichen Gedenkfeiern initiiert, die entstehenden Kosten werden zunehmend von Trägern (Kommunen, Privatinitiativen, Kliniken) übernommen.

## Zusammenfassung
Die Arbeit der Initiative ist bis heute erfolgreich. So bemühen sich viele Kliniken bereits im Kreißsaal um eine gute Betreuung der Betroffenen, es werden Erinnerungsfotos, Fuß- bzw. Handabdrücke von den verstorbenen Babys gemacht und auch herausgegeben. Informationen über Selbsthilfegruppen, Trauerbegleiter und Literatur gehören ebenso zum Angebot wie die Möglichkeit, dass ehrenamtliche Mitarbeiter von Selbsthilfegruppen oder Trauerbegleiter die Eltern auf Wunsch bereits in der Klinik betreuen.
Diese unterstützen die Mütter und Väter nicht nur im emotionalen Bereich und begleiten im Einzelfall bei der Annahme ihres Kindes, sondern auch in praktischen Dingen wie Klärung von Bestattungsfragen, Begleitung im Gespräch mit Bestattern und bei der Beisetzung. In der Zeit nach der Entlassung unterstützen sie im Trauergespräch einzeln oder in Gruppen.
Auch betreuen heute viele Trauerbegleiter Eltern bei einem bevorstehenden medizinischen Schwangerschaftsabbruch, diese Gespräche werden zunehmend von indikationsstellenden Ärzten empfohlen. Eltern in dieser Situation werden somit nicht mehr stigmatisiert, sondern erleben den Verlust ihres Kindes wie eine Fehl- oder Totgeburt.
Die Bestattungsgesetze fast aller Bundesländer trugen ab 2000 der Personenstandsverordnung von 1994 Rechnung und definieren eine Totgeburt mit mind. 500 g als Leiche. Eine Bestattungspflicht besteht in den meisten Ländern ab 500 g. Fehlgeborene können auf Wunsch wenigstens eines Elternteils bestattet werden. Viele Bundesländer haben die allgemeine Informationspflicht von Eltern zur Bestattung gesetzlich verankert. Eine Definition und Bestattung von Kindern aus medizinischen Schwangerschaftsabbrüchen wird ebenfalls zunehmend in die Gesetze aufgenommen.
Als einziges Bundesland hat Hessen noch keine Regelung.
Aktuelle Bemühungen von Betroffenen, ein gesetzliches Bestattungsrecht (keine Pflicht) für alle Fehlgeborenen zu erlangen, liegen dem Petitionsausschuss vor.

## Auszeichnungen
- 1984: Auszeichnung als vorbildlich arbeitende Selbsthilfegruppe, verliehen im Bonner Bundeskanzleramt durch Helmut Kohl.
- 1997: Anerkennungspreis von „Demokratie Leben“ für vorbildliche Arbeit im sozialen Bereich, verliehen von Rita Süssmuth.
- 2005: Lebenszeichen 2005, verliehen von der Arbeitsgemeinschaft Friedhof und Denkmal (AFD).